# پای شیر تالشی
پای شیر تالشی، پای شیر شکننده (نام علمی: Alchemilla rigida) یک گونه از سرده پای شیر از خانواده یا تیرهٔ گلسرخیان است.